# Anthrenoides jordanensis
Anthrenoides jordanensis är en biart som beskrevs av Urban 2007. Anthrenoides jordanensis ingår i släktet Anthrenoides och familjen grävbin. Inga underarter finns listade i Catalogue of Life.